# ویکتوریا اسمورفیت
ویکتوریا اسمورفیت (به انگلیسی: Victoria Smurfit) (زاده ۳۱ مارس ۱۹۷۴) بازیگر ایرلندی است.
از فیلم‌های معروف او می‌توان به بازی در فیلم راهب ضد گلوله، در میان کلاغ‌ها و محاکمه و مجازات اشاره کرد.